# András Bartay
András Bartay (també conegut com Endre Bartay) (Széplak (Hongria), 4 de juliol de 1799 – Magúncia, 4 d'octubre de 1854) director de teatre, compositor, professor. Fundador i primer director de l'Escola de Cant Pestváros.
El seu fill Ede (1825–1901) va ser compositor i professor.

## Carrera
Entre l'1 de gener de 1843 i el 18 de gener de 1845 fou director inquilí del Teatre Nacional; el va guanyar a través d'una licitació, amb una ajuda nacional d'un sou de 12.000 pengő hongaresos per any. L'any 1843 va convocar la música de l'Oració i el 1844 l'himne. Amb el seu sistema fix de drets d'autor, va augmentar el nombre de presentacions de drama original: entre els autors de les 28 estrenes hi havia Ede Szigligeti (amb cinc obres), Mihály Vörösmarty "Czillei és a Hunyadiak", "A fátyol titkai" (Czillei i els hunyadis, Els secrets del vel), Miklós Jósika "A két Barcsai" (Els dos Barcsai), József Eötvös "Éljen az egyenlőség!" (Visca la igualtat!), Zsigmond Czakó "Kalmár és tengerész" (Kalmár i mariner). Entre les representacions d'òpera va destacar el Hunyadi László de Ferenc Erkel. Va tornar a contractar Schodelné com a prima donna d'òpera i va contractar a Gábor Egressy com a director. Va aparèixer amb èxit amb la seva parella al parlament de Bratislava. I encara que la vida del teatre va reviure sota la seva direcció, va fer fallida i Bartay es va traslladar a l'estranger. Després de 1848, va viure a Bratislava i va organitzar concerts; d'allà es va traslladar a Hamburg, on va viure només per a la música. El 1850 es va traslladar a Maguncia, on va morir quatre anys més tard als 56 anys.

## Treballs
Bartay també va escriure òperes: Aurelia es va estrenar el 1837, i després el 29 d'abril de 1839 va escriure A csel al text d'István Jakab. Aquesta última és considerada per la història de la música com la primera òpera còmica hongaresa. Només es va presentar l'obertura de la seva òpera Magyarok Nápolyban (en català Els hongaresos a Nàpols). També va escriure el primer treball de teoria musical hongaresa, Magyar Apollo, i el primer llibre de text de cant en hongarès, titulat Művészeti vezér. Va escriure articles per al "Pesti Divatlap" (1845) i el 1830 es va fer una gran missa de coronació a Bratislava per a la cerimònia de coronació del rei Ferran V. El 1834, va publicar cançons populars originals amb acompanyament de piano en dos llibrets a Pest. El 1836 va escriure l'òpera Aurélia, que es va representar a l'escenari alemany. Després de l'obertura del teatre hongarès permanent a Pest (1837), hi va actuar amb la primera òpera còmica hongaresa, Csel. També va escriure la part musical del llibre National Joy Memorial, que va dissenyar i recomanar al Palatí. Va compondre una gran massa vocal per a la cerimònia de nomenament del comte palatí Josep Antoni i un gran oratori per commemorar la seva mort, que es va interpretar a Bratislava el 1847. Durant la seva estada a Hamburg, va escriure l'òpera "Magyarok Nápolyban".

## Les seves obres
- Missa de Czeczillia - per a la facultat de l'església de Pest
- Vocal-Mise - Interpretada durant molts anys a la cerimònia del nom del Palatí Josep.
- Missa de Coronació - per la coronació del rei Ferran V a Bratislava
- Aurelia oder Das Weib am Konradstein" - òpera, estrena: 16 de desembre de 1837 - Teatre alemany de Pest
- Csel – òpera de comèdia, estrena: 29 d'abril de 1839, Teatre Nacional (la primera òpera de comèdia hongaresa)
- Magyarok Nápolyban - òpera, 1847.
- Árpádok népe - oratori, 1848.
- Budavár ostroma a törökök alatt (Setge de Budavár sota els turcs) - oratori, 1848